# Тилька
Тилька (пол. Tylka) — село в Польщі, у гміні Коростенко-над-Дунайцем Новотарзького повіту Малопольського воєводства.
У 1975-1998 роках село належало до Новосондецького воєводства.